# Martin Wrigley
Martin Ian Charles Wrigley (Vienne, Francia, 1997) es un deportista británico que compite en vela en la clase 470.
Ganó una medalla de bronce en el Campeonato Mundial de 470 de 2025 y una medalla de plata en el Campeonato Europeo de 470 de 2025.

## Palmarés internacional
| \| Campeonato Mundial \| Campeonato Mundial \| Campeonato Mundial \| Campeonato Mundial \| \| Año \| Lugar \| Medalla \| Clase \| \| ------------------ \| ------------------ \| ------------------ \| ------------------ \| \| 2025 \| Gdynia (Polonia) \| Medalla de bronce \| 470 mixto \| \| Campeonato Europeo \| \| \| \| \| Año \| Lugar \| Medalla \| Clase \| \| 2025 \| Split (Croacia) \| Medalla de plata \| 470 mixto \| |                  |                   |           |
| Campeonato Mundial |                  |                   |           |
| Año | Lugar            | Medalla           | Clase     |
| 2025 | Gdynia (Polonia) | Medalla de bronce | 470 mixto |
| Campeonato Europeo |                  |                   |           |
| Año | Lugar            | Medalla           | Clase     |
| 2025 | Split (Croacia)  | Medalla de plata  | 470 mixto |